# Liber de causis
El Liber de causis (Llibre de les causes, també conegut com a Liber de bonitate pura) és una col·lecció de trenta-dues proposicions neoplatòniques, reunides en una obra atribuïda erròniament a Aristòtil. Va arribar a ser molt conegut a l'edat mitjana, primer als països àrabs i islàmics i després a Occident. La identitat de l'autor real és un misteri, però la major part del contingut està presa dels Elements de teologia de Procle. Això ho va sostenir per primera vegada sant Tomàs d'Aquino, a qui va seguir Guillem de Moerbeke en la seva traducció de les obres de Procle al llatí.
El títol original en llengua àrab era Kitāb ul-īḍāḥ li-Arisţūţālis fi'l-khayri'l-Mahd, 'El llibre de l'explicació d'Aristòtil sobre la bondat pura'. El títol Liber de causis va començar a usar-se a partir de la traducció llatina de Gerard de Cremona.